# گورسکو آبلانووو
گورسکو آبلانووو (به بلغاری: Gorsko Ablanovo) یک منطقهٔ مسکونی در بلغارستان است که در استان ترگوویشته واقع شده‌است. گورسکو آبلانووو  ۳۵۲ نفر جمعیت دارد.